# USS Arleigh Burke (DDG-51)
«Арлі Берк» (англ. USS Arleigh Burke (DDG-51) — військовий корабель, ескадрений міноносець з керованим ракетним озброєнням типу «Арлі Берк» I серії, що перебуває на службі ВМС США з 1991 року.
«Арлі Берк» закладений 6 грудня 1988 року на верфі компанії Bath Iron Works, Бат, штат Мен. Спущений на воду 16 вересня 1989 року, а 4 липня 1991 року увійшов до складу ВМС Сполучених Штатів.
При розробленні нового проєкту есмінця з КРЗ конструктори «Арлі Берка» врахували багато висновків, засвоєних британським Королівським флотом під час Фолклендської кампанії та за досвідом експлуатації ракетних крейсерів типу «Тікондерога». Крейсери цього типу ставали занадто дорогими для продовження будівництва та надто складними для модернізації. «Арлі Берк» був першим сучасним есмінцем, розробленим із функціями, призначеними для зменшення його радіолокаційної ефективної площі розсіювання, що покращує здатність корабля уникати радіолокаційного виявлення. На кораблі також встановлювалася дещо спрощена версія корабельної багатофункціональної бойової інформаційно-керуючої системи «Іджис», яка дозволяє запускати, відстежувати та ухилятися від ракет одночасно. Повністю сталева конструкція корабля забезпечує хороший захист для його надбудови, а система колективного захисту дозволяє есмінцю діяти в середовищах, забруднених хімічними, біологічними або радіологічними матеріалами.

## Галерея

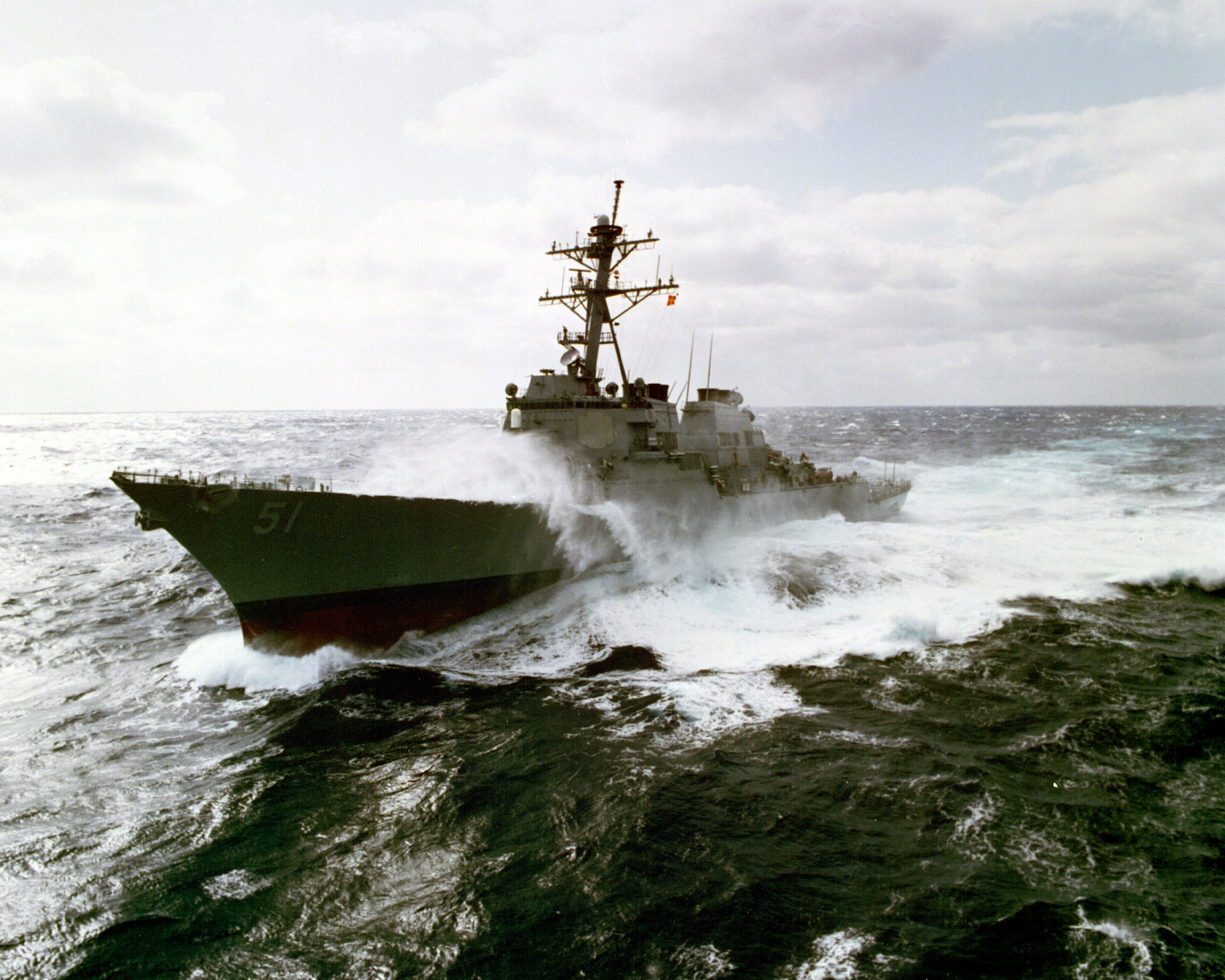
«Арлі Берк». 31 березня 1993
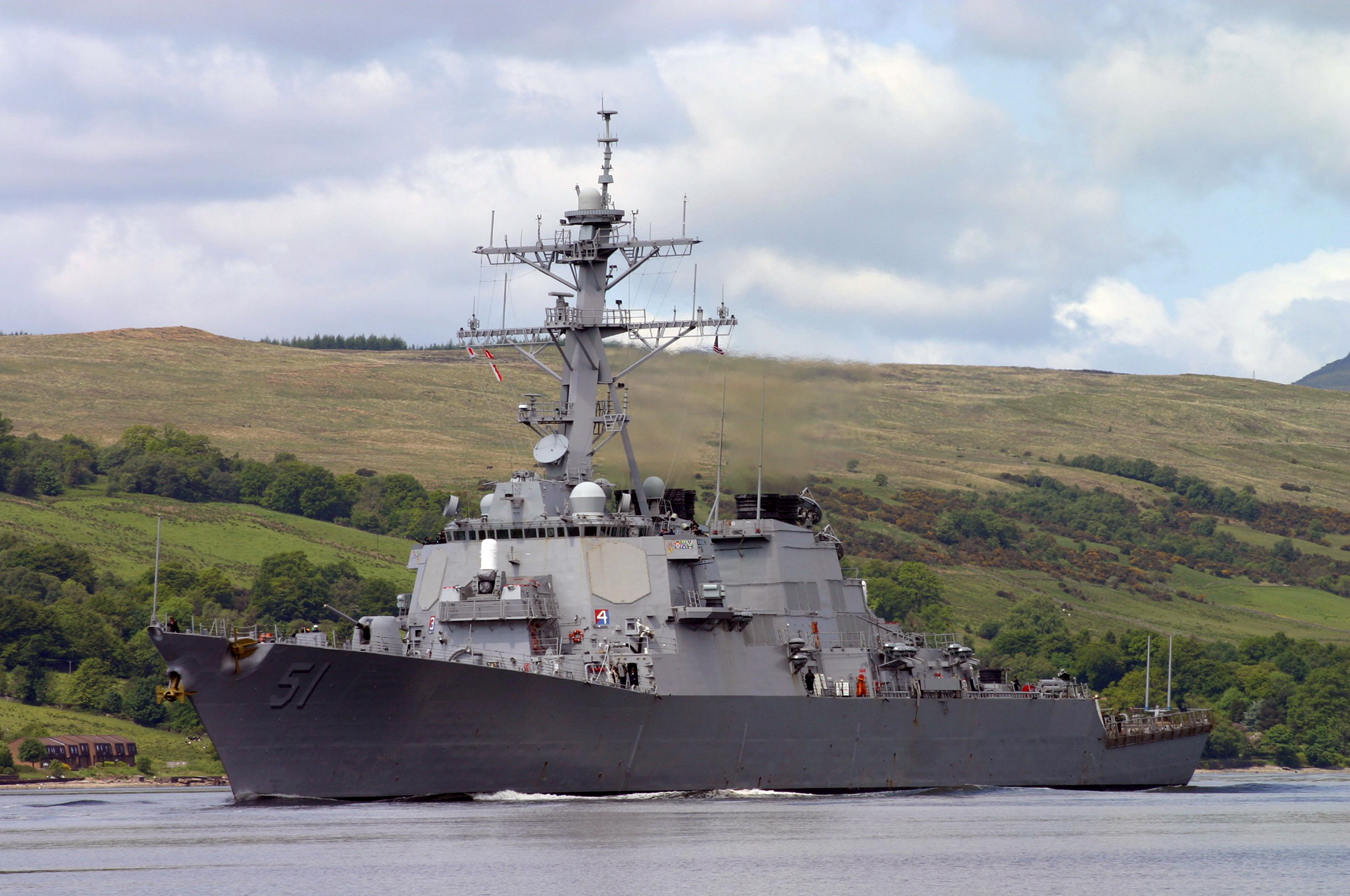
«Арлі Берк» залишає британську військово-морську базу Клайд. 6 червня 2005
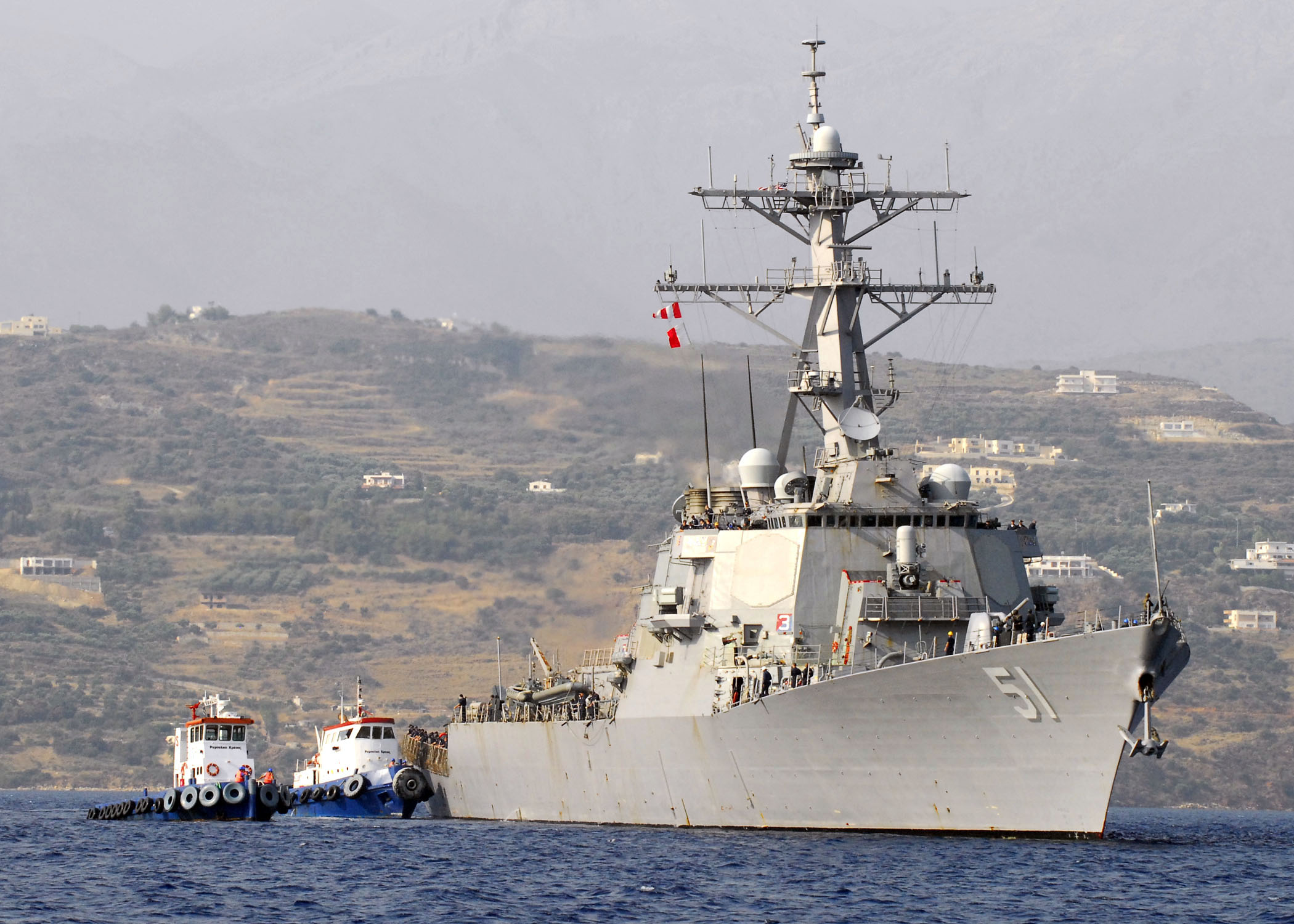
«Арлі Берк» на Криті. 27 липня 2007
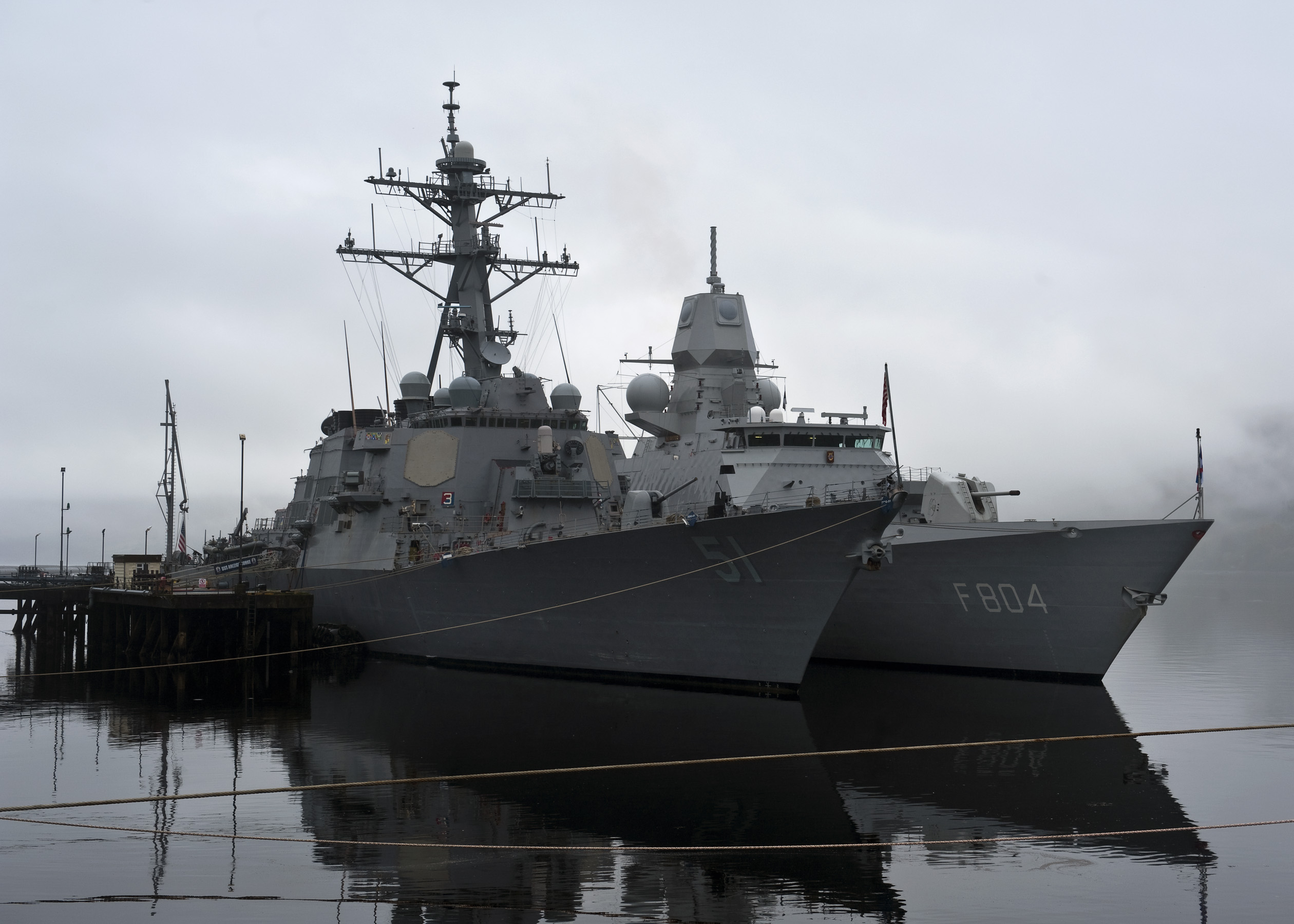
«Арлі Берк» і «Де Рюйтер». 2 жовтня 2011
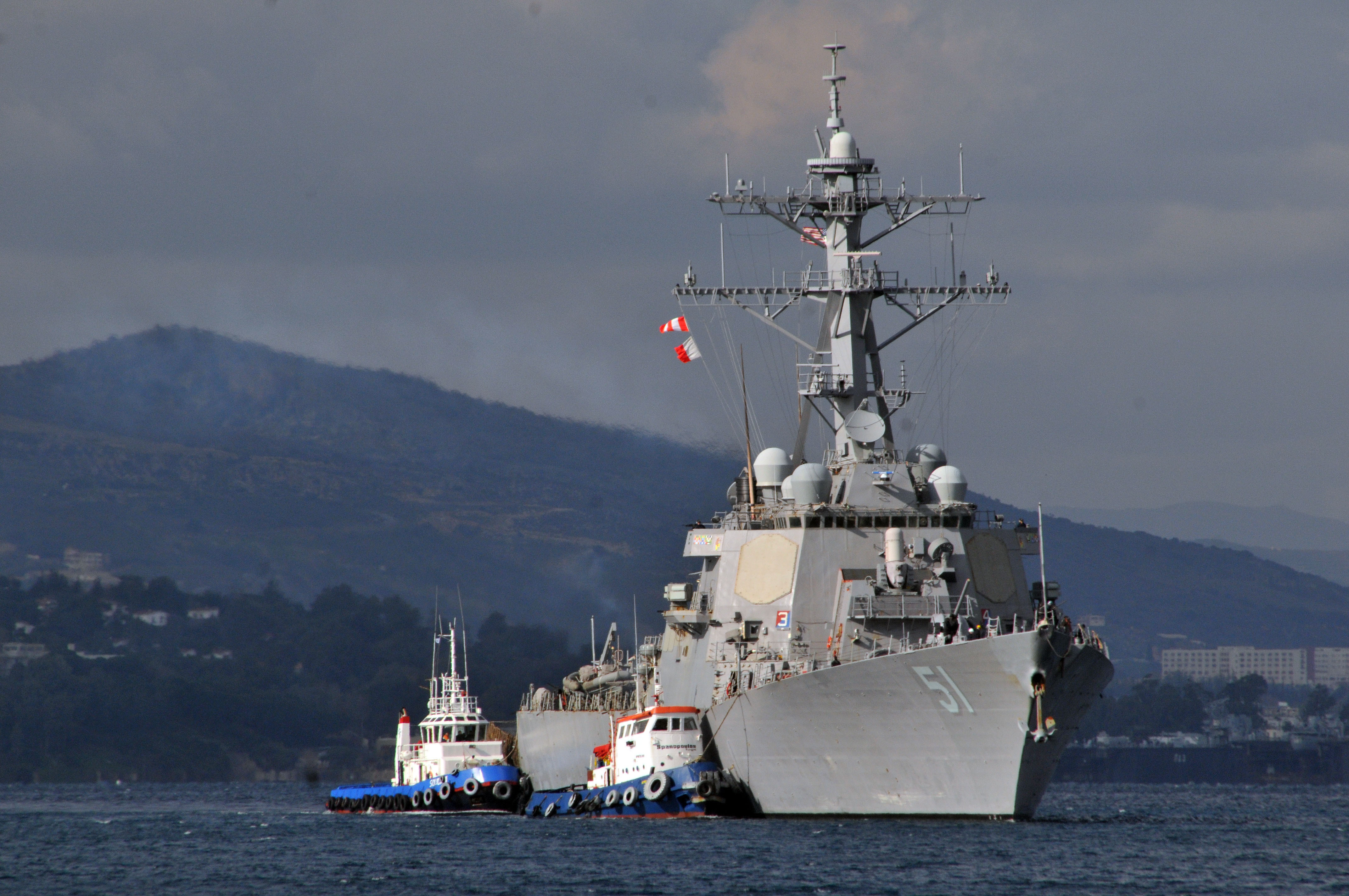
«Арлі Берк» входить у бухту Суда. 17 лютого 2012